# 六呂瀬山古墳群

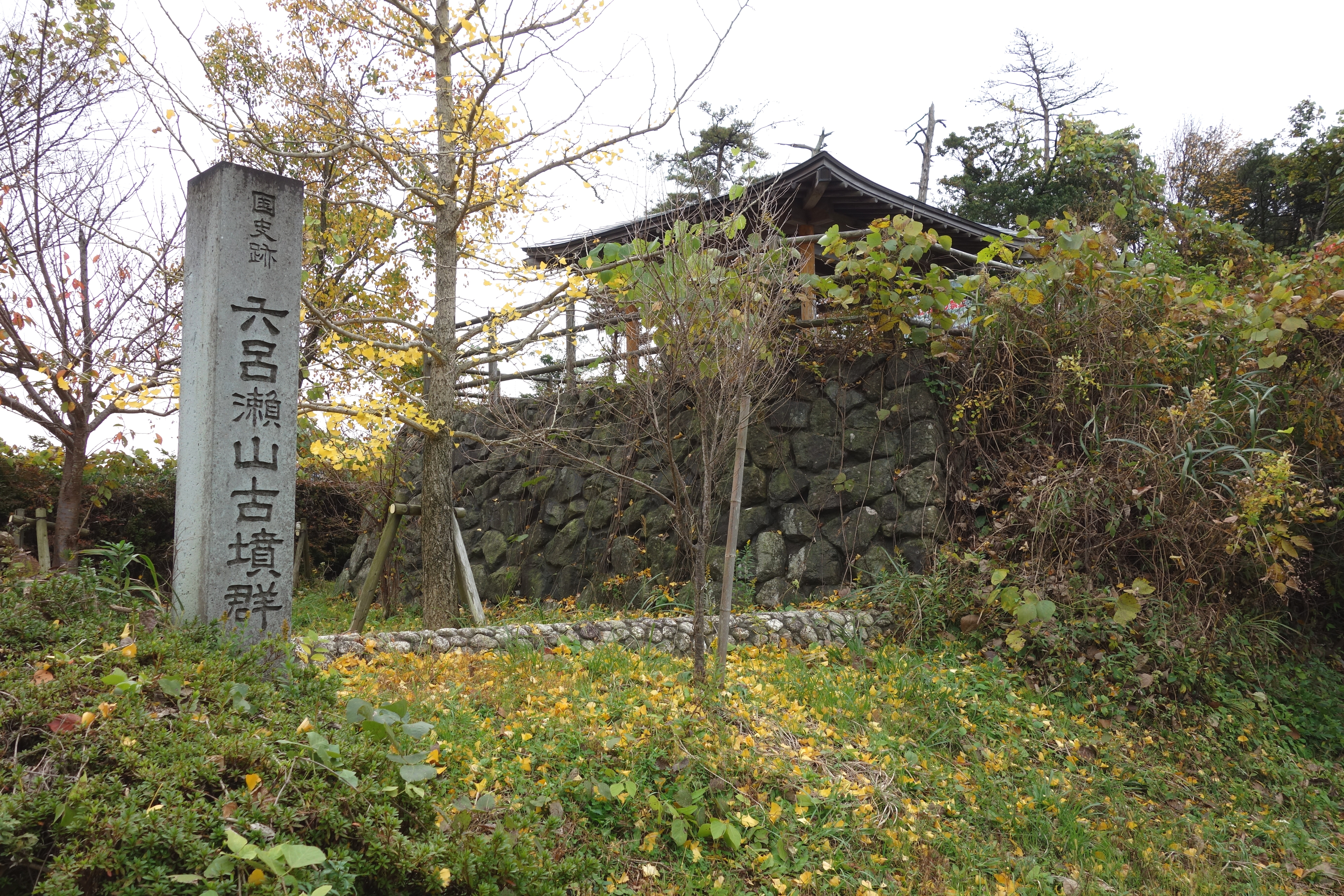
六呂瀬山古墳群

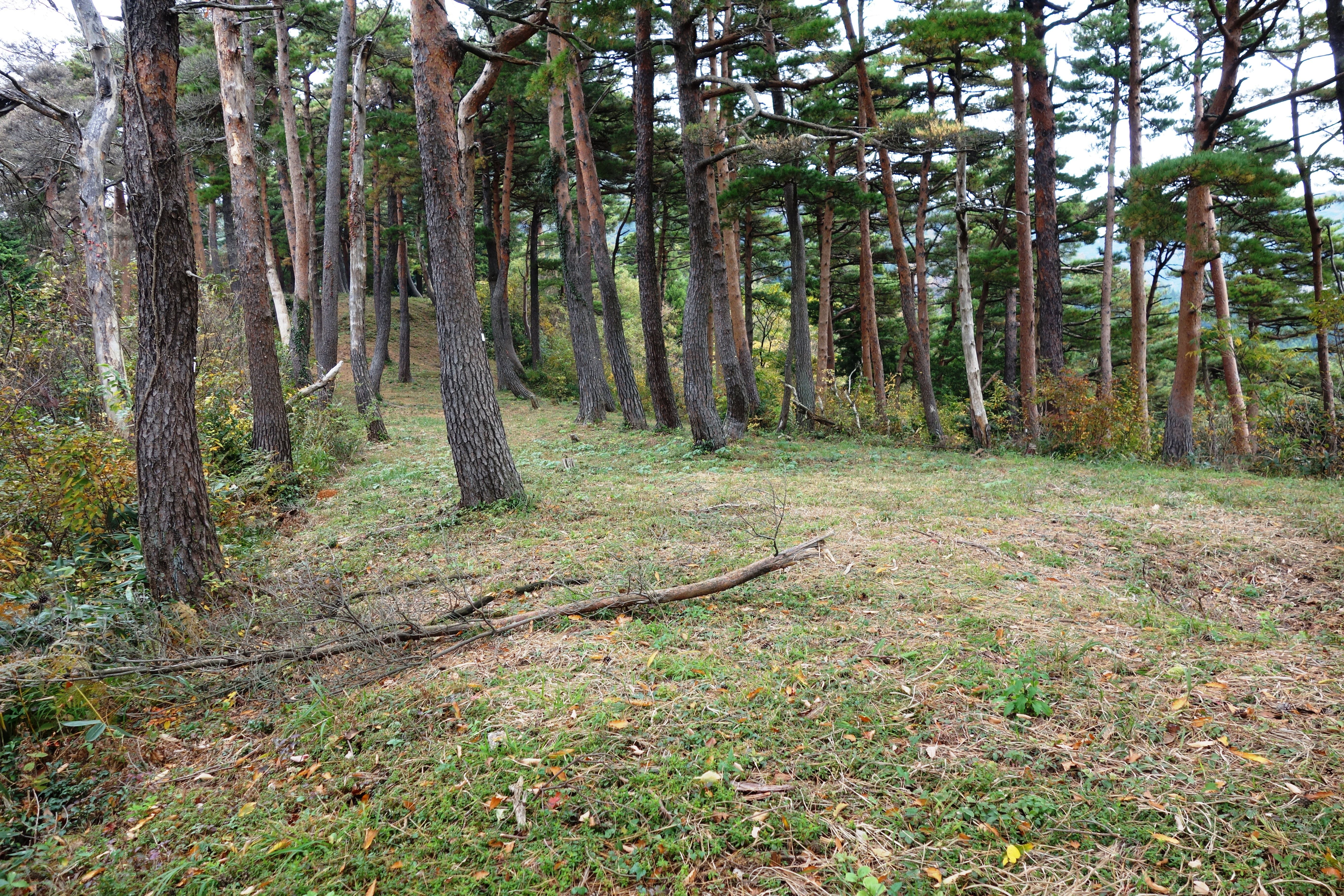
六呂瀬山古墳群 1号墳

六呂瀬山古墳群（ろくろせやまこふんぐん）は、福井県坂井市にある古墳群である。平成2年(1990年)5月16日国の史跡に指定

## 概要
上久米田地区から野中山王地区にかけての標高50～200ｍの丘陵斜面には総数130基に及ぶ前方後円墳・円墳・方墳が分布しており、「丸岡古墳群」と呼ばれている。六呂瀬山古墳群は丸岡古墳群の一支群で、丸岡古墳群の東南端に位置し、標高200mの高所にあって、前方後円墳2基（1・3号墳）と方墳2基（2・4号墳）から成る。
また九頭竜川を挾んだ向かいの丘陵上には、手繰ヶ城山古墳をはじめとする国史跡松岡古墳群が分布している。
六呂瀬山古墳群は、その立地・規模・内容などから、対岸に位置する手繰ヶ城山古墳とともに、4世紀後葉から5世紀前葉にかけての福井平野における、広域首長墓であったとみられる。これらの古墳は、北陸地方の古墳時代の解明に欠くことのできぬものであり、古代における越国の形成とその発展を知る上で、極めて貴重な資料となるものと考えられる。

## 古墳
本古墳群は、いずれも丘陵尾根上に築造されているため、自然地形の制約を受けており、墳形は必ずしも整美なものであるとは言い難い。
1号墳は、墳丘主軸がほぼ南北にそろう前方後円墳で、前方部を南に向ける。全長は140mで、北陸地方最大の規模を有する。後円部の径は78m・高さは13m、前方部の長さは52m・幅は58m・高さは11mを測る。墳丘は2段築成で、葺石と埴輪（円筒・家形）を有している。後円部東部に、東西27m・南北15m・高さ4.2メートルの半円形の張出がある。後円部頂上には、盗掘坑があって、この周辺から凝灰岩製の石棺破片が採集されているので、内部主体は石棺であろうと推定されている。1号墳の築造年代は、墳形・埴輪などからみて、4世紀末から5世紀初頭にかけての頃と考えられている。
2号墳は、1号墳の後円部張出部の東方に、掘割を隔てて存在する古墳で、1号墳の陪塚と考えられる。不整形な方形をしており、東西16m・南北14m・高さ2.2mを測る。葺石と埴輪はない。　
3号墳は、墳丘主軸をほぼ東西方向にそろえた前方後円墳で、前方部を東に向ける。前方部の上面前端は、1号墳の後円部西裾にほとんど接しており、前方部前面がないという特異な形をしている。全長は、85mで、後円部の径は48m・高さは11m、前方部の長さは37m・幅は48m・高さは9mを測る。墳丘は2段築成で、葺石と埴輪（円筒・家形・短甲形・衣蓋形・盾形）を有している。後円部北裾に、北に向かって東西11m・南北11m・高さ1.1mの張出がある。墳形や埴輪からみて、3号墳の築造年代は、1号墳よりやや遅れる5世紀前葉と考えられている。
4号墳は、2号墳の後円部張出部の北方に、浅い掘割を隔てて存在する古墳で、3号墳の陪塚と考えられる。不整形な方形をしており、東西13m・南北16m・高さ2.7mを測る。　